# Éragny
Eragny – miejscowość i gmina we Francji, w regionie Île-de-France, w departamencie Dolina Oise.
Według danych na rok 1990 gminę zamieszkiwało 16 941 osób, a gęstość zaludnienia wynosiła 3589 osób/km² (wśród 1287 gmin regionu Île-de-France Eragny plasuje się na 174. miejscu pod względem liczby ludności, natomiast pod względem powierzchni na miejscu 698.).